# Štítová sopka

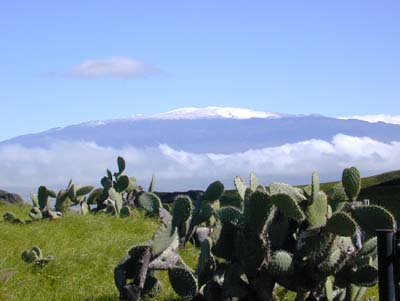
Štítová sopka Mauna Kea, Hawaii, Spojené státy americké (únor 2002).

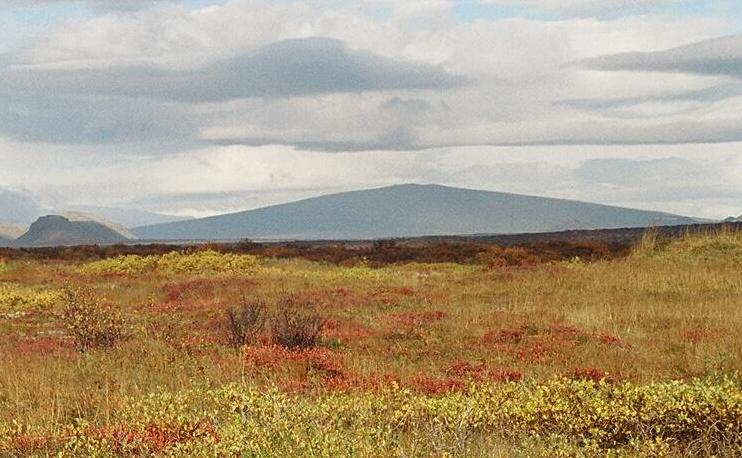
Skjaldbreiður, islandská štítová sopka

Štítová sopka je druh sopky s velice mírně ukloněnými svahy, které tvoří mnoho vrstev vysoce mobilní a tedy málo viskózní lávy s malým obsahem podílu SiO2. Oproti stratovulkánům nebývají štítové sopky explozivního charakteru a jejich erupce se projevují výlevem značného množství lávy do okolí. Láva se v podstatě pouze vyvalí z trhliny a začne se rozšiřovat do okolí, kde může pohybující se láva napáchat značné materiální škody. Oproti stratovulkánům mohou sopečné plyny snadno unikat na povrch a tak nezvyšují napětí a jejich uvolnění nevede k ničivé explozi.
Štítové sopky jsou obvyklé sopečné útvary, které vznikají v oblastech, kde se na povrch dostává málo viskózní magma. Na Zemi jsou nejznámější z oblasti Havajských ostrovů, kde se nachází Kilauea či Mauna Loa. Mimo Zemi jsou známé i z jiných planet jako Venuše či Marsu, kde se současně nachází i největší štítová sopka a hora v jednom v celé sluneční soustavě – Olympus Mons.
Předpokládá se, že štítové sopky mají velký podíl na vzniku kontinentálních platforem.
Štítové sopky lze nalézt: na Havaji (Mauna Kea, Mauna Loa a Kilauea), na Galapágách (La Cumbre, Wolf a Sierra Negra), na Islandu (Skjaldbreiður a Trölladyngja) a ve Východní Africe (Nyamuragira, Erta Ale a Menengai). Většina štítových vulkánů se nachází na dně oceánů. Ačkoliv se soustředí převážně na divergentní rozhraní tektonických desek nebo horké skvrny, tak některé se vyskytují i na konvergentním rozhraní u subdukčních zón. Takové sopky lze nalézt v amerických státech Kalifornie a Oregon. Za zmínku stojí Pelican Butte, Belknap Crater či některé vulkány v Národním parku Lassen Volcanic.

## Vznik

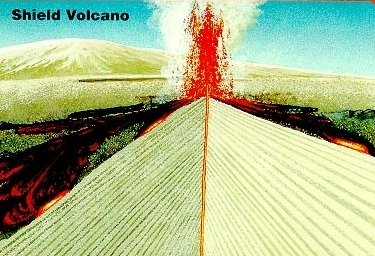
Řez štítovou sopkou, která chrlí magma na povrch pod tlakem a vytváří tak lávovou fontánu

Štítové sopky jsou často prostorově velice rozsáhlá souměrná tělesa, která vznikají z vyvrhovaného materiálu postupně unikajícího z hlavní kaldery či skupiny prasklin do všech stran během velkého množství erupcí, čímž se pomalu vytváří pravidelné těleso sopky. Produkované lávy jsou většinou typu Pahoe-hoe (česky provazovité lávy) bazaltového složení. Vznikají tzv. „havajským typem“ erupcí.

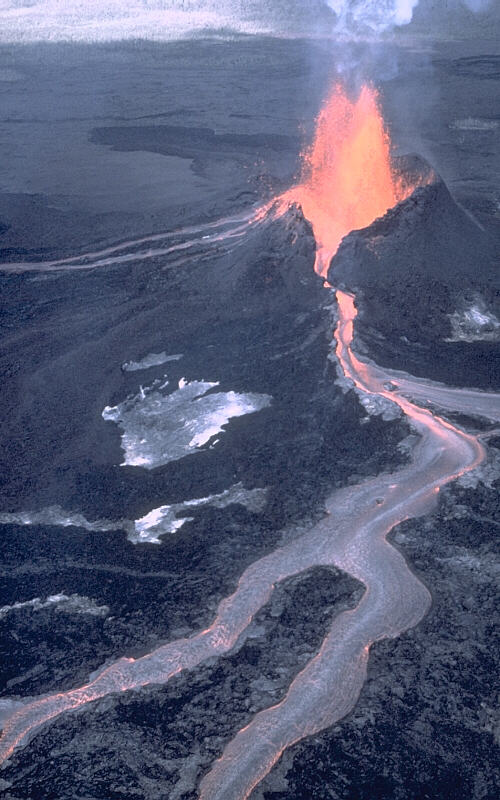
Transport lávy probíhá lávovými proudy pohybující se kanály

Tyto lávy mají velmi nízkou viskozitu a vysokou schopnost se pohybovat, což se projevuje na celkovém vzhledu štítové sopky. Sopky jsou tvořeny poměrně nízkým masívem vzhledem k rozměrům celé sopky. Svahy jsou ukloněné jen několik stupňů, což způsobuje viskózní materiál rozlévající se na velkou vzdálenost (např. největší hora sluneční soustavy Olympus Mons se rozkládá na území velkém jako Francie). Během pohybu lávy dochází k jejímu pozvolnému chladnutí a snižování mobility. V některých případech se může stát, že tekuté magma cestuje lávovými tunely na velkou vzdálenost a vystupovat na povrch kilometry od místa zanoření, což může vytvořit částečně atypický tvar štítové sopky.
Štítové sopky jsou často tvořeny nad horkými skvrnami, které zaručují dlouhodobý přísun ochuzeného magmatu s vysokou mobilitou a nízkou viskozitou. Potom, co roztavený materiál pronikne na povrch v místě horké skvrny, začne se rozlévat do širokého okolí a tvarovat rozsáhlý kužel či jiná vulkanická tělesa.

## Vzhled
Štítové sopky mají charakteristický tvar, kdy jejich základna dosahuje rozměrů od několika kilometrů až po stovky kilometrů v průměru. Jejich výška dosahuje zpravidla dvacetinu jejich šířky se sklonem svahů pouze okolo 2 až 3°. V prostřední části tělesa se často nachází útvar, u kterého se svahy zvedají rychleji, až pod úhlem 10°. Tvar sopky je ovlivněn vysokou mobilitou magmatu tvořenou většinou lávovými proudy typu lávy „Pahoe-hoe“ tlustými méně než 1 metr.
Mezi jednotlivými pozemskými štítovými sopkami existují rozdíly. Havajské štítové sopky jsou rozdílné oproti Islandským štítovým sopkám, které jsou tvořeny malým množstvím materiálu (okolo 15 km3, Havajské pak tisíce km3). Vyjma množství je rozdílný i proces erupcí. Další zvláštní skupinou jsou Galapážské štítové sopky, které mají svahy příkřejší než 10° a na vrcholku se nachází velké a velice hluboké kaldery.
Od vzhledu sopek je odvozeno i pojmenování. Tvar tělesa s nízkými svahy připomíná otočený štít antických bojovníků směrem vzhůru.

## Výskyt

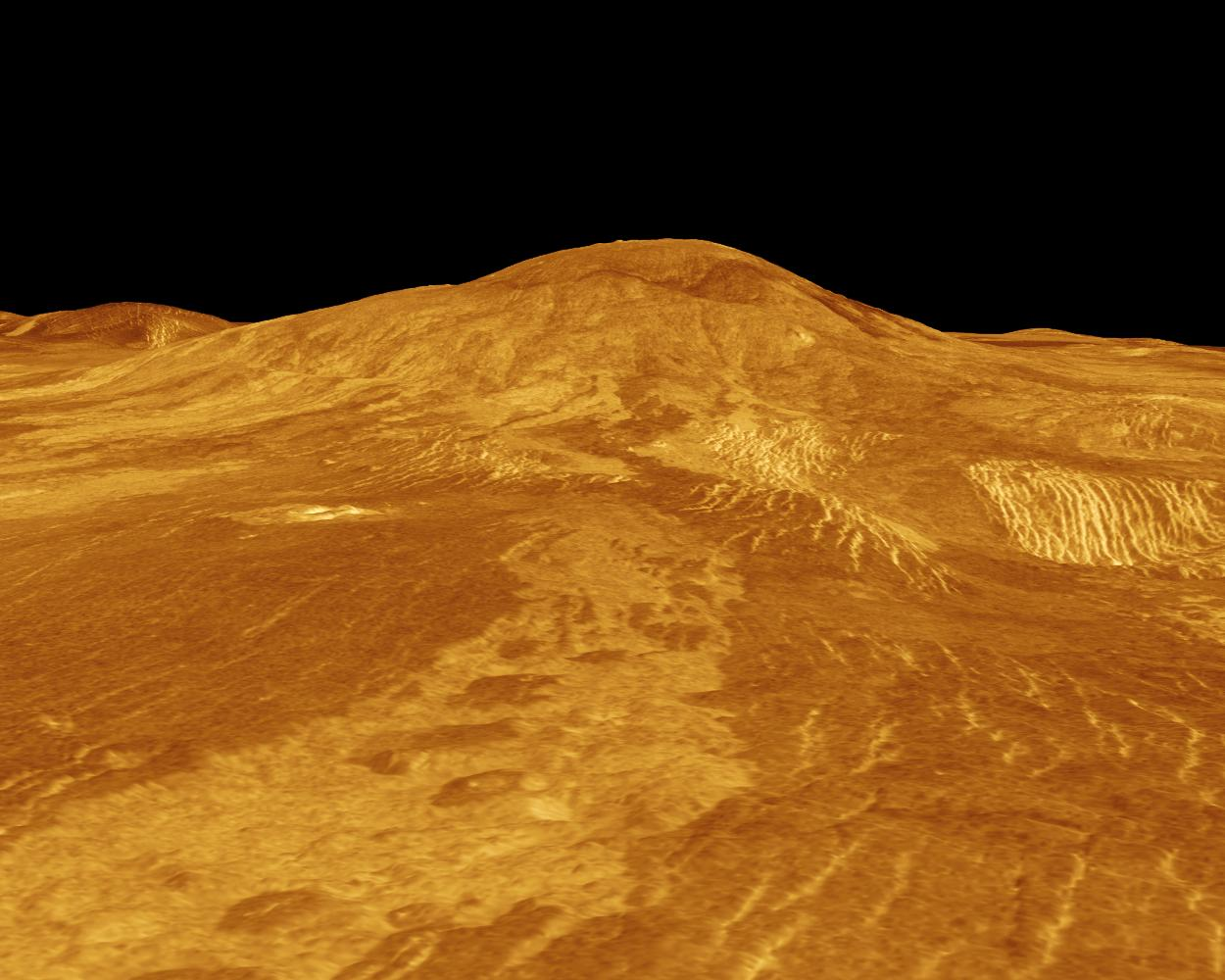
3D generovaný pohled na sopku Sif Mons na Venuši na základě radarového měření

### Venuše
Radarové mapování povrchu Venuše přineslo poznatky, že se na mladém povrchu planety nachází vulkanická tělesa, které odpovídají pozemským štítovým sopkám. Přibližně stovka zatím známých štítových sopek na Venuši je roztroušena po celém povrchu planety. Mezi přední zástupce, kteří byli pozorováni, patří i sopka Sif Mons vystupující dva kilometry nad okolní pláně a mající v průměru okolo 300 kilometrů. Podobně jako na Zemi se předpokládá, že jsou složené převážně z bazaltů.

### Země
Na Zemí se vyskytují štítové sopky hojně a to převážně v oblastech horkých skvrn jako je např. Havajské souostroví. Zdejší sopky Kilauea a Mauna Loa jsou typickými zástupci štítových sopek. Další oblastí, kde se štítové sopky vyskytují, je například oblast Islandu, oblastí Snake River Plain v americkém státě Idaho a v Columbia River Plain. Tělesa velice podobné štítovým sopkám taktéž vznikají v oblastech středooceánských hřbetů na mořském dně, kde se z dlouhých trhlin tlačí na povrch magma.
Z 1511 sopek, které byly aktivní za posledních 10 000 let, se v 164 případech jednalo o štítovou sopku. Na druhou stranu bývají často štítové sopky aktivní po dlouhou dobu a často patří mezi nejaktivnější sopky na světě.

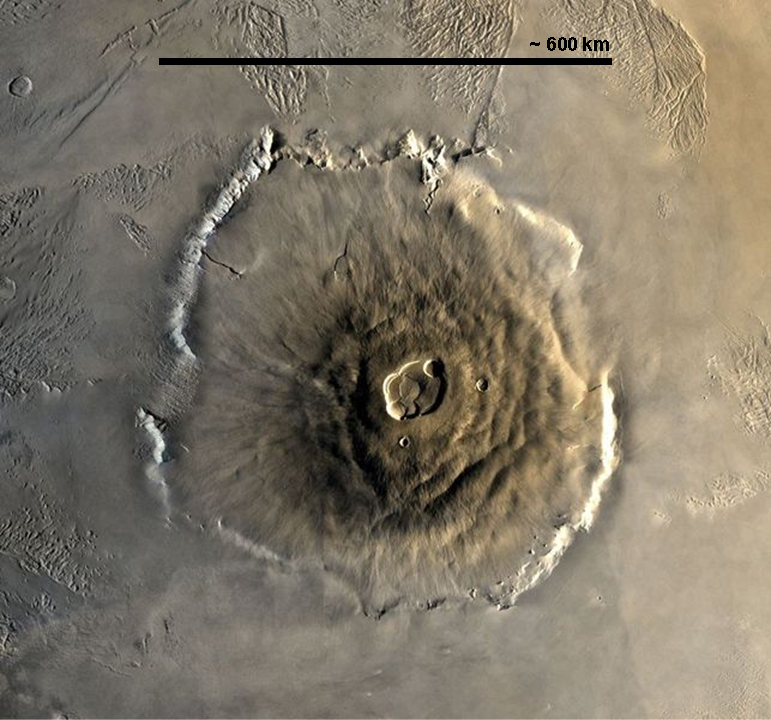
Největší známá sopka a hora ve sluneční soustavě – Olympus Mons

Podle současného stupně vědeckého poznání jsou i české Doupovské hory bývalou štítovou sopkou.

### Mars
Vulkanická aktivita byla pozorována i na Marsu, kde podobně jako na Zemi, je možné se setkat s několika rozdílnými typy sopek. Štítové sopky se vyskytují ve dvou hlavních oblastech: v okolí štítové sopky Elysium Mons a pak v oblasti Tharsis, kde se nachází několik obrovských štítových sopek v čele s největší horou sluneční soustavy Olympus Mons. Dál se zde vyskytují např. Tharsis Tholus, Ascraeus Mons, Pavonis Mons, Arsia Mons a desítky menších těles. Jelikož je na Marsu menší gravitační působení na povrchu, mohou sopky být mnohem větší, než by mohly být na Zemi, protože k jejich gravitačnímu kolapsu dojde později.
Vyjma těchto obrovských těles, které se rozkládají na stovkách kilometrů a dosahují výšky několika kilometrů, se zde vyskytují také zvláštní formy štítových sopek nazývané „low shield volcanoes“ vyskytující se převážně v oblasti Tempe Terra či Elysium Planitia. Tyto sopky jsou v podstatě shodné se štítovými sopkami, ale jsou velké jen několik desítek kilometrů a vysoké pouze stovky metrů.